# Китен
Вижте пояснителната страница за други значения на Китен.
Кѝтен е малък курортен град в Югоизточна България, област Бургас, община Приморско. С население от 1144 жители е четвъртият най-малък град в България след Мелник, Маджарово и Плиска. Китен е известно курортно селище на Южното българско черноморие. Бил е квартал на гр. Приморско от 1981 до 1991 г. Населението при последното официално преброяване през 2021 година е 1060 жители.

## География
Градът се намира на 53 км югоизточно от областния център Бургас, на 6 км южно от общинския център Приморско и на 11 км северозападно от центъра на съседната община Царево. Разположен е северно от устието на Китенска река, а част от него – на малкия полуостров Урдовиза.
Основните особености на релефа в Китен, които са и от първостепенно значение за туризма, са плажните ивици и 2 живописни залива – Караагач и Конник (известен повече като Атлиман). Съществуват и други красиви малки заливи по Странджанското крайбрежие (Созополски, Каваците, Стомопло), но всеки от тях се отличава със свои собствени условия и очарование. Съчетанието на гористите разклонения на Странджа и морето допринася за това.
Плажовете са може би основният природен ресурс, който обуславя развитието на Китен като курортно селище и като център за лятна морска рекреация. Град Китен разполага с два пясъчни плажа с обща площ от около 145 000 м2. Северният плаж или „Китен-Атлиман“ се намира в дъното на едноименния залив. Той е с площ от около 81 000 м2, която включва и красиви пясъчни дюни. От двете страни плажът е заграден от висок скалист бряг. Южният плаж условно се разделя на два – плаж „Китен-юг“ и плаж „Къмпинг Китен“. Той е разположен на залива Урдовиза, който е по-широко отворен към морето. Дължината на бреговата му ивица е 1380 м. На юг достига до устието на р. Караагач, а на север до началото на скалистия полуостров Урдовиза, където сега е изграден пристанищният кей. В близост до Китен са плажовете на ММЦ – „Приморско“ и „Приморско-юг“, които са сред най-големите плажове на Черноморието южно от Бургас.
Китен има мек, слънчев, топъл и влажен преходносредиземноморски климат. Средната годишна температура е 12 °C, а средната януарска не пада под 2 °C. В Китен не се наблюдават характерните за вътрешността на Странджа мразове през зимата. Средната дневна температура през лятото е 27 °C, като то е топло с около 1700 слънчеви часа от май до октомври. Преобладаващите ветрове са с посока северозапад, както и бризова циркулация през топлото полугодие. Добрите климатични условия, съчетани с особеностите на релефа – затворените заливи, предполагат спокойно море през по-голямата част от летния сезон. Неблагоприятни са силните дъждовни и гръмотевични бури в края на летния сезон обикновено в края на август и септември. Курортът е разположен на брега на Черно море, което само по себе си е затворено море – единствената му връзка със Световния океан е протокът Босфор, който го свързва с Мраморно море. Това обуславя ниската му соленост, за което допринасят и вливащите се в него големи европейски реки Дунав, Днепър, Днестър и Дон. Черно море отличава от всички други морета с 18 ‰ соленост, слабо изразени приливи и отливи, отсъствие на опасни морски обитатели. Тези условия дават прекрасни предпоставки за развитието на летен морски туризъм по бреговете на този воден басейн, както и на други рекреационни дейности като водни спортове, риболов и т.н.
Китен се намира на малък полуостров между двата малки черноморски залива Караагач и Конник (вторият е най-южната част на Дяволския залив). В тях съответно се вливат реките Караагач, или наричаната още Китенска река, и Дяволска. И в двете реки се срещат речен и блатен кефал, черна мряна, бяла риба. В курорта има и минерален извор, който се намира близо до къмпинг „Атлиман“. Водата идва от дълбочина около 700 м. Той е канализиран и с установен химичен състав (нитрати, хлориди – 277 мг/дм3). Водата на този извор се използва предимно за пиене.
Основните растителни видове, които създават облика и сред които е разположена голяма част от курорта, са различните видове дъб, като благун, горун, цер, и изкуствените насаждения от бял и черен бор. Среща се също така дрянът, а главно около залива Караагач има значително залесяване с топола. Устието на Китенска река е обрасло с блатна тръстика, върба, а по стръмния клиф към Южния плаж се среща дива лоза. От странджанската растителност се срещат определени видове растения, чието виреене е обусловено от климатичните влияния на морския тропик, като храстовидното субтропично растение Филиреа медиа, наричано „пърнар“, красивото вечнозелено растение Рододендрон понтикум, известно като странджанска зеленика и др.
Животинският свят на територията на Горското стопанство е представен от благороден елен, сърна, дива свиня, заек, бекас, които са от главно значение за ловния туризъм. Други разпространени животински видове са катерица, източноевропейски таралеж, различни видове змии, жаби, водна костенурка, бръмбар-рогач, гларус и др. Разнообразието от видове в морето и речното устие също не е малко и е от значение за риболова като спорт и като поминък на местното население. С най-голямо стопанско значение са паламудът, който се лови с мрежи и на чепаре в периода октомври—ноември, и сафридът (най-търгуваната риба). Други срещани видове са калкан (най-скъпата риба), попче (около 30 вида – кадънка, лихмус стрингил, черно попче, пясъчно попче и др.), барбун (царска риба), илария, лефер, скорпид (броят му значително се е увеличил през последните 3 – 4 години), лаврак (вид кефал), ватос (морска котка – рядка, известен деликатес), черноморска акула, дракон (намаляла популация), делфин. Срещат се също така много видове раци – паур (най-разпространен), грападжия, пясъчник, черен рак; скариди; черна мида; рапан; морска видра и др. В река Караагач най-разпространени са шаран, речен кефал (в големи количества), каракуда, белица, бяла риба и др.
Екологичната обстановка на Китен се обуславя от разположеността на поселението в един сравнително екологично чист район. В близост до курорта няма предприятия на тежката (а също и на леката) промишленост, нито голямо пристанище. Курортът се намира в непосредствена близост до природния парк „Странджа“, обявен за такъв през 1995 г. Той обхваща площ от 116 133 хектара и е един от най-големите в страната. Парк „Странджа“ включва резерватите „Силкосия“, „Лопушна“, „Витаново“, „Тисовица“ и историческата местност Петрова нива.
Създаден е, за да се запази уникалната растителност, съчетаваща множество от ендемити и реликти като космат дъб, източен бук, източен горун, черен габър, мъждрян, конски кестен, дървовидна хвойна, див жасмин, псевдо маквиси, странджанска зеленика, бясно дърво, арменски дъб, див нахут, дива смокиня и др.
В близост до Китен е и парк „Ропотамо“. Той е обявен за резерват през 1940 г. (изменен в 1956 г.), народен парк от 1962 г. Той обхваща устието на река Ропотамо и има площ 847 хектара. В границите на парка има 4 резервата – „Змийски остров“, „Морски пелин“, „Аркутино“, „Водните лилии“. Създаден е с цел да се запазят типичните горски съобщества от лонгозен и низинен тип растителни елементи от съседни фитогеографски райони – медитерански, предноазиатски понтийски, ендемични и реликтни видове и съобщества, редки псамофити пясъчна лилия, лианоподобни растения. Природата е изключително красива и привлекателна. Има малки блата, в откъснати стари корита на реката е формиран характерен растителен и животински свят, има причудливи скални образувания (Лъвската глава), просторни плажове, красиви пясъчни дюни, живописни пейзажи. Китен може да се похвали с добра екологична обстановка, която дава възможност за развитие на туризма. Защитените местности и парковете могат да бъдат причина за привличане на още туристи, което може да разчупи типичната за района лятна морска рекреация, или да се съчетае с нея. Много от гостите на града предпочитат Китен заради по-чистото море, красивите горски масиви. Целта е това да се запази и Китен да задържи славата си на един екологично чист морски курорт.

## История
Историята на селището е много древна. Първото име на селището е Урдовиза и идва от бронзовата епоха в Древна Тракия. То е старо тракийско селище, което намира потвърждение с изобилните находки на антични каменни котви и керамика от края на бронзовата епоха, архаическа, класическа и елинистична амбалажна керамика (главно фрагменти от амфори), фрагменти от червенофирнисови римски съдове, открити в заливите около полуострова. Според хипота това е последното пристанище, изнасяло провизии за Троя, чието блокиране довело до падането ѝ в XII в. пр. н. е.
При завладяване от Османската империя според легенда съдбата на селището определя местната красива девойка Стана Урдовизка („Бяла Стана“ или Мария в друг вариант). Тя била болярска дъщеря и владетелка на крепостта. Завоевателят султан Мурад бил пленен от хубостта на момата и искал да се ожени за нея, а с това и да покори непревземаемата крепост. Болярката се съгласила да се омъжи за него, при условие султанът да ѝ подари като лично владение и да освободи от всички данъци толкова села, колкото може да обиколи ездач на бърз кон за 1 ден от изгрев до залез слънце. Султанът приема условието, а управителката разставя на няколко места в Странджа буйни жребци (атове). Девойката лично препуска на кон цял ден и сменяйки конете, заобикаля по-голямата част от Северна Странджа – територията югозападно от Урдовиза почти Малко Търново. Тя заобикаля селата Урдовиза, Българи, Кондолово, Граматиково, Заберново, Визица, Стоилово, Бръшлян, Звездец, Калово, Бяла вода и още някои други в западна посока – общо 17 села. Конете непрекъснато се обливат в бяла пяна. Ездачката препуска по Странджанското било Босна-Ургаш-Хаджийката по посока на черноморския бряг. Но когато стига до залива северно от Урдовиза, под стените на крепостта последният кон се строполява от преумора и издъхва. Умира и красивата урдовизка девойка. От тогава наричат залива Атлиман (Конски залив). Издаденият за целта специален султански ферман освобождава населението от всички данъци и берии. Областта била наречена Хасекията или Асекия. Урдовиза съществува до ХVII в., когато поради опасността от казашките нападения населението ѝ се е преселва във вътрешността на Странджа, основавайки голямото село Визица. Хасекийци ползват привилегиите до към първата половина на XIX век. Султанският ферман, даващ привилегии на населението в Хасекията, бива унищожен през 1845 година при убийството на последния му пазител хаджи Стоян от село Звездец.
Към края на XIX век крепостната стена все още е много добре запазена. Сега е запазена стената на Урдовиза, която е преграждала полуострова откъм сушата.
През 1931 г. на полуостров Урдовиза пристигат първите заселници и построяват 14 малки къщи тип „шаронски“ по програмата на французина Рьоне Шарон. Водата, благоприятното разположение и богатите пасища привличат заселниците. Погледнати отдалеч, къщичките наподобявали китка и от 1932 г. населеното място носи името Китен (красив, прекрасен). В селището е построен параклис „Възнесение“ (посветен на свети Спас), който днес е възстановен. Този празник, отбелязван 40 дни след Великден, е посветен на здравето.
Китен започва да се развива бързо като курортно селище през 1960-те години благодарение на добрите ресурси за туризъм. Получава статут на национален курорт през 1962 г. До 1990-те години големи предприятия и учреждения от страната изграждат значителна по мащаб собствена почивна база на територията на Китен. Курортът е уникален, понеже никъде по Българското черноморие няма такова концентриране на ведомствена база.
През 1990-те години е бумът на строителството на частни хотели и домове с квартири, ресторанти, увеселителни заведения. За период от 10 години са издигнати 30 нови хотела, множество почивни станции са обновени, застроената площ на селището нараства около 4 пъти.

## Статут
Селището за кратък период претърпява няколко промени в своя статут (село, градски квартал, село, град).
С указ 2190 от 16.10.1981 г. на Държавния съвет на НРБ село Китен е присъединено към с. Приморско и образуват гр. Приморско, считано от 23 октомври 1981 г.
Със Закона за административно-териториални промени в страната от 12.08.1991 г. село Китен е възстановено при отделянето от гр. Приморско, считано от 26 август 1991 г.
С решение 557 на Министерския съвет от 17.06.2005 г. село Китен получава статут на град, считано от 21 юни 2005 г.
По предложение на кмета на Община Приморско, Китен е обявен за град и утвърден през 2009 г.
Китен развива много успешно туристическия бизнес с новите хотели, ресторанти и увеселителни заведения, и е предпочитано място за много туристи.

## Население

### Етнически състав
Преброяване на населението през 2011 г.
Численост и дял на етническите групи според преброяването на населението през 2011 г.:
|                     | Численост |
| Общо                | 958       |
| Българи             | 908       |
| Турци               | -         |
| Цигани              | 18        |
| Други               | -         |
| Не се самоопределят | 8         |
| Неотговорили        | 17        |

## Туризъм
Китен е много красиво кътче за отдих на български и чуждестранни туристи. Градчето разполага с два плажа – Атлиман (на север) и Урдовиза (на юг). В курорта има и малко пристанище, от което може да се наеме кораб за разходка до съседни селища – Приморско, Лозенец, Ахтопол.
Непосредствено до днешния град Китен се намират останките от крепостната стена на старинния град Урдовиза на едноименния черноморски полуостров. Те са в охранявания район на военноморска база и достъпът до тях е ограничен.

## Други
Морският нос Китен на полуостров Тринити в Антарктика е наименуван в чест на град Китен.